# 潮滩科维尔氏菌
潮滩科维尔氏菌（学名：Colwellia aestuarii）也称潮汐科维尔氏菌，是科尔韦氏菌属的下属物种。此物种是一种革兰氏阴性、厌氧、不形成孢子、过氧化氢酶阳性、氧化酶阳性、运动性且嗜温的弯曲杆状细菌。此物种用单极鞭毛运动。此物种最早从韩国的潮滩沉积物中分离出来。

## 历史
潮滩科维尔氏菌是2006被描述的物种，通过16S rRNA序列的分析显示它在系统发育上与已知的科尔韦氏菌属物种密切相关故而被归入此属。与同属的其他细菌一样，它属于变形菌门。